# Estúpida Erikah
Estúpida Erikah és un grup de música terrassenc. El projecte es va iniciar com una proposta de cançó d'autor, amb el vocalista i guitarrista barceloní Lluís Bòria, a la qual se li anaren sumant membres a la banda. El nom del grup prové del joc de paraules «Estúpida» i «Erikah» (del germànic, 'la que regnarà sempre'). La formació ha rebut diversos premis entre ells el Premi Joventut 2009 atorgat pel Sona9 i el Premi Revelació de la crítica en els Premis Enderrock 2011.

## Discografia
- Decorant interiors, decorant exteriors (Temps Record, 2010)
- L'hivern al cos (autoedició, 2011)
- Fora les cendres (Temps Record, 2013)
- 300 mil·lisegons per a crear un record (Petits Miracles, 2016)[1]